# Comté de Clay (Arkansas)
Pour les articles homonymes, voir Comté de Clay.
Le comté de Clay est un comté de l'État de l'Arkansas aux États-Unis.Ses chefs-lieux sont Corning (pour le district ouest) et Piggott (pour le district est). C'est un dry county.

## Démographie
Au recensement de 2010, il comptait 16 083 habitants. 
| 1880  | 1890   | 1900   | 1910   | 1920   | 1930   | 1940   | 1950   |
| ----- | ------ | ------ | ------ | ------ | ------ | ------ | ------ |
| 7 213 | 12 200 | 15 886 | 23 690 | 27 276 | 27 278 | 28 386 | 26 674 |

| 1960   | 1970   | 1980   | 1990   | 2000   | 2010   | - | - |
| ------ | ------ | ------ | ------ | ------ | ------ | - | - |
| 21 258 | 18 771 | 20 616 | 18 107 | 17 609 | 16 083 | - | - |